# Відкриття Рафлза Гоу
«Відкриття Рафлза Хоу»(англ. The Doings of Raffles Haw) - твір шотландського письменника Артура Конан Дойла під час навчання у Відні. На думку самого автора, написав він "...не надто значну річ...".

## Сюжет
Твір оповідає про відкриття англійського хіміка Рафлза Хоу: герой може перетворювати свинець на золото. Розуміючи, що в його руках знаходиться незліченне багатство, вчений приймає рішення допомагати немічним людям, але так, щоб не перетворювати трудівників на жебраків. Щоб реалізувати свій задум, Рафлз Хоу переїжджає до Темфілду, будує унікальний особняк, водночас знайомиться з жителями села. Головному герою  доведеться мати справу з людською чистотою та порочністю, із дружньою відданістю та підступництвом. Неймовірно цікавий роман Конан Дойла привертає до себе увагу не тільки простих читачів, але й хіміків, готових повірити в історію, подібно людям, які постійно шукають місцевість, про яку розповідає у своїх романах Конан Дойл (наприклад, *Плато* у Загубленому світі).

## Переклади українською
- Артур Конан Дойл. Утрачений світ. Відкриття Рафлса Гоу / пер. з анг. Ростислав Доценко, Микола Іванов. — К. : Веселка, 1994. — 302 с.
  - (перевидання) Артур Конан Дойл. Утрачений світ. Відкриття Рафлса Гоу / пер. з анг. Ростислав Доценко, Микола Іванов. — К. : КМ-БУКС, 2016. — 352 с. — ISBN 978-966-923-056-0.